# Anund Iacob al Suediei
Anund Iacob (n. 24 iulie 1008 – d. 8 octombrie 1050) a fost regele Suediei din 1022 până în 1050. Atunci când a fost ales co-guvernator al Suediei, oamenii au obectat la numele său non-scandinav, dându-i numele de Anund. 
Agenda sa politică a inclus menținerea echilibrului de putere în Scandinavia, acesta fiind motivul pentru care el i-a sprijinit pe împărații norvegieni, Olof al II-lea și Magnus I, împotriva regelui Danemarcei, Knut cel Mare. 
Când Magnus I a devenit rege al Norvegiei și Danemarcei în 1042, Anund l-a sprijinit până la moartea acestuia din 1047. Domnia lui Anund a fost datată de la aproximativ 1022 până în 1050, însă există o incertitudine cu privire la anul decesului său. 